# MTV Europe Music Awards 2018
Gli 2018 MTV EMAs si sono svolti alla Bizkaia Arena a Barakaldo, vicino a Bilbao, il 4 novembre 2018. A condurre la serata è stata l'attrice e cantante statunitense Hailee Steinfeld. Questa è la terza volta in cui i premi vengono celebrati in Spagna.

## Esibizioni

### Prima dello spettacolo
| Artista     | Brano     |
| Pre-show    | Pre-show  |
| ----------- | --------- |
| Sofía Reyes | "1, 2, 3" |

### Spettacolo principale
| Artista                   | Artista secondario     | Brano                                                                   |
| ------------------------- | ---------------------- | ----------------------------------------------------------------------- |
| Nicki Minaj Little Mix    | Nicki Minaj Little Mix | "Good Form" Woman like Me"                                              |
| Panic! at the Disco       | Panic! at the Disco    | "High Hopes"                                                            |
| Rosalía                   | Rosalía                | "De aquí no sales" Malamente"                                           |
| Hailee Steinfeld          | Hailee Steinfeld       | "Back to Life"                                                          |
| Muse                      | Muse                   | "Pressure" (dallo Stadio di San Mamés)                                  |
| Janet Jackson             | Janet Jackson          | "Made for Now" (contiene estratti di "Rhythm Nation" and "All for You") |
| Bebe Rexha                | Bebe Rexha             | "I'm a Mess"                                                            |
| Halsey                    | Halsey                 | "Without Me"                                                            |
| Jason Derulo David Guetta | Nicki Minaj            | "Goodbye"                                                               |
| Alessia Cara              | Alessia Cara           | "Trust My Lonely"                                                       |
| Jack & Jack               | Jack & Jack            | "No One Compares to You" "Rise"                                         |
| Marshmello                | Anne-Marie Bastille    | "Friends" Happier"                                                      |

## Presentatori
- Michael Peña e Diego Luna hanno presentato il miglior artista di sempre
- Dua Lipa ha presentato Rosalía
- Debby Ryan ha presentato la miglior canzone
- Lindsay Lohan ha presentato il miglior artista di musica elettronica
- Terry Crews ha presentato i Muse
- Ashlee Simpson e Evan Ross hanno presentato il miglior artista pop
- Jourdan Dunn e Terry Crews hanno presentato il miglior video
- Anitta e Sofía Reyes hanno presentato il miglior artista Hip-Hop.
- Camila Cabello e Jason Derulo — hanno presentato il Global Icon

## Nomination

### Best Song
- Camila Cabello (featuring Young Thug) — "Havana"
  - Ariana Grande — "No Tears Left to Cry"
  - Bebe Rexha (featuring Florida Georgia Line) — "Meant to Be"
  - Drake – "God's Plan"
  - Post Malone (featuring 21 Savage) — "Rockstar"

### Best Video
- Camila Cabello (featuring Young Thug) — "Havana"
  - Ariana Grande — "No Tears Left to Cry"
  - Childish Gambino — "This Is America"
  - Lil Dicky (featuring Chris Brown) – "Freaky Friday"
  - The Carters — "APESHIT"

### Best Artist
- Camila Cabello
  - Ariana Grande
  - Drake
  - Dua Lipa
  - Post Malone

### Best New
- Cardi B
  - Anne-Marie
  - Bazzi
  - Hayley Kiyoko
  - Jessie Reyez

### Best Group
- BTS
  - 5 Seconds of Summer
  - Chloe x Halle
  - Maroon 5
  - Migos
  - PrettyMuch

### Best Pop
- Dua Lipa
  - Ariana Grande
  - Camila Cabello
  - Hailee Steinfeld
  - Shawn Mendes

### Best Hip-Hop
- Nicki Minaj
  - Drake
  - Eminem
  - Migos
  - Travis Scott

### Best Rock
- 5 Seconds of Summer
- Foo Fighters
- Imagine Dragons
- Muse
- U2

### Best Alternative
- Panic! at the Disco
  - Fall Out Boy
  - The 1975
  - Thirty Seconds to Mars
  - Twenty One Pilots

### Best Electronic
- Marshmello
  - Calvin Harris
  - David Guetta
  - Martin Garrix
  - The Chainsmokers

### Best Live
- Shawn Mendes
  - Ed Sheeran
  - Muse
  - P!nk
  - The Carters

### Best Push
- Grace VanderWaal
  - Why Don't We
  - Bishop Briggs
  - Superorganism
  - Jessie Reyez
  - Hayley Kiyoko
  - Lil Xan
  - Sigrid
  - Chloe x Halle
  - Bazzi
  - Jorja Smith

### Best World Stage
- Alessia Cara
  - Clean Bandit
  - Charli XCX
  - David Guetta
  - Jason Derulo
  - Post Malone
  - Migos
  - J. Cole
  - Nick Jonas

### Best Look
- Nicki Minaj
  - Cardi B
  - Dua Lipa
  - Migos
  - Post Malone

### Biggest Fans
- BTS
- Camila Cabello
- Selena Gomez
- Shawn Mendes
- Taylor Swift

### Global Icon
- Janet Jackson

### Generation Change
- Sonita Alizadeh
- Hauwa Ojeifo
- Xiuhtezcatl "X" Martinez
- Mohamad Al Jounde
- Ellen Jones

## Nomination regionali

### Europa

#### Best UK Act
- Little Mix
  - Anne-Marie
  - George Ezra
  - Stormzy
  - Dua Lipa

#### Best Danish Act
- Scarlet Pleasure
  - Soleima
  - Skinz
  - Bro
  - Sivas

#### Best Finnish Act
- JVG
  - Sanni
  - Evelina
  - Mikael Gabriel
  - Nikke Ankara

#### Best Norwegian Act
- Alan Walker
  - Kygo
  - Astrid S
  - Sigrid
  - Tungevaag & Raaban

#### Best Swedish Act
- Avicii
  - Axwell Ʌ Ingrosso
  - Benjamin Ingrosso
  - Felix Sandman
  - First Aid Kit

#### Best German Act
- Mike Singer
  - Bausa
  - Feine Sahne Fischfilet
  - Namika
  - Samy Deluxe

#### Best Dutch Act
- $hirak
  - Maan
  - Ronnie Flex
  - Naaz
  - Bizzey

#### Best Belgian Act
- Dimitri Vegas & LIke Mike
  - Emma Bale
  - Angèle
  - Warhola
  - Dvtch Norris

#### Best Swiss Act
- Loco Escrito
  - Zibbz
  - Lo & Leduc
  - Hecht
  - Pronto

#### Best French Act
- Bigflo & Oli
  - Louane
  - Dadju
  - Vianney
  - Orelsan

#### Best Italian Act
- Annalisa
  - Ghali
  - Calcutta
  - Liberato
  - Shade

#### Best Spanish Act
- Viva Suecia
  - Belako
  - Brisa Fenoy
  - Love of Lesbian
  - Rosalía

#### Best Portuguese Act
- Diogo Piçarra
  - Bárbara Bandeira
  - Blaya
  - Carolina Deslandes
  - Bispo

#### Best Polish Act
- Margaret
  - Brodka
  - Dawid Podsiadło
  - Natalia Nykiel
  - Taconafide (Taco Hemingway & Quebonafide)

#### Best MTV Russia Act
- Jah Khalib
  - Ėldžej
  - Pharaoh
  - Monetočka
  - WE

#### Best Hungarian Act
- Follow the Flow
  - Margaret Island
  - Wellhello
  - Caramel
  - Halott Pénz

#### Best Israeli Act
- Noa Kirel
  - Nadav Guedj
  - Anna Zak
  - Stephane Legar
  - Peled

### Africa

#### Best African Act
- Tiwa Savage
  - Shekhinah
  - Nyashinski
  - Fally Ipupa
  - Davido
  - Distruction Boyz

### Asia

#### Best Indian Act
- Big Ri and Meba Ofilia
  - Raja Kumari ft. Divine
  - Monica Dogra & Curtain Blue
  - Skyharbor
  - Nikhil

#### Best Japanese Act
- Little Glee Monster
  - Daoko
  - Glim Spanky
  - Wednesday Campanella
  - Yahyel

#### Best Korean Act
- Loona
  - Cosmic Girls
  - (G)I-dle
  - Golden Child
  - Pentagon

#### Best Southeast Asian Act
- Joe Flizzow
  - Afgan
  - The Sam Willows
  - Slot Machine
  - Minh Hang
  - IV of Spades
  - Twopee Southside

#### Best Greater China Act
- Loura Lou
  - Stringer Zhang
  - Silence Wang
  - LaLa Hsu
  - Alex To

### Australia e Nuova Zelanda

#### Best Australian Act
- Tkay Maidza
  - Amy Shark
  - Dean Lewis
  - Peking Duk
  - The Rubens

#### Best New Zealand Act
- Mitch James
  - Stan Walker
  - Kimbra
  - Robinson
  - Thomston

### America

#### Best Brazilian Act
- Anitta
  - Pabllo Vittar
  - Ludmilla
  - Alok
  - Iza

#### Best Latin America North Act
- Ha*Ash
  - Mon Laferte
  - Sofía Reyes
  - Reik
  - Molotov

#### Best Latin America Central Act
- Sebastián Yatra
  - J Balvin
  - Karol G
  - Maluma
  - Manuel Turizo

#### Best Latin America South Act
- Lali
  - Duki
  - Los Auténticos Decadentes
  - Paulo Londra
  - Tini

#### Best Canadian Act
- Shawn Mendes
  - Drake
  - The Weeknd
  - Alessia Cara
  - Arcade Fire

#### Best US Act
- Camila Cabello
  - Ariana Grande
  - Cardi B
  - Post Malone
  - Imagine Dragons